# Coniothyrium boydeanum
Coniothyrium boydeanum är en svampart som beskrevs av A.L. Sm. 1900. Coniothyrium boydeanum ingår i släktet Coniothyrium och familjen Leptosphaeriaceae.   Inga underarter finns listade i Catalogue of Life.